# Región Nezahualcóyotl
Región 10 Nezahualcóyotl es la décima de las 20 regiones en que se divide el Estado de México.

## Municipios de la región
- Nezahualcóyotl